# Канская табачная фабрика
ОАО «Канская табачная фабрика» — российское предприятие табачной промышленности, единственный производитель курительных изделий на территории Красноярского края. Единственная табачная фабрика в России, где основной пакет акций находится в государственной собственности.

## История

### В годы войны
Осенью 1941 года в Канск прибыло оборудование Одесской махорочной, Московской, Курской и Ленинградской табачных фабрик. В Канск его привозили на открытых платформах, в разобранном виде, без упаковки. Некоторые железнодорожные составы подверглись вражеской бомбёжке. Весь коллектив фабрики был направлен на чистку, смазку и комплектовку оборудования. В годы Великой Отечественной войны у фабрики не было даже специального здания. Основа для табачно-махорочного производства была заложена в складских помещениях базы Канского филиала Крайпотребсоюза.
Заключённые Краслага выполнили все строительные работы по приспособлению помещений. В начале января 1942 года был запущен первый восстановленный крошильный станок, и фабрика начала выпускать свою первую продукцию: жёлтые табаки «Ароматный», «Любительский», «Отборный». 
Все операции выполнялись вручную: увлажнение табака производилось с помощью садовых леек, сушка проходила на солнце или в духовках плит в пасмурную погоду. Упаковка и заклейка пачек также осуществлялись вручную.
К 1 мая 1942 года фабрика выпустила первую партию папирос «Первомайские», упакованные вручную по 100 штук. В это же время началась реконструкция здания махорочного производства и строительство подстанций. К концу года в основном были закончены все строительные и монтажные работы по махорочному производству. 30 декабря 1942 года фабрика выдала первую продукцию — махорочную крупку, упакованную в кулях. С января по декабрь 1943 года махорочное производство фабрики давало фронту до 120 тонн махорки в месяц. Кроме махорки, в 1943 году выпускались лёгкие табаки. Кроме того, было произведено 17 миллионов папирос.
Канский табачно-махорочный комбинат работал с опережением плана на 145—150 %.
В декабре 1943 года на фабрике произошёл пожар, уничтоживший махорочное производство и половину папиросного. Коллектив работал в усиленном режиме, смены длились по 12 часов. В марте 1944 года производство махорки было восстановлено. В июле того же года для её сушки был установлен газовый сушильный барабан, что позволило удвоить выпуск продукции. Начиная со дня Победы, коллектив фабрики начал работать над наращиванием выпускных мощностей, модернизацией производства. Ввод в эксплуатацию пачечно-укладочных машин и печатно-вексельного автомата дал возможность фабрике перейти на стандартную упаковку (по 25 папирос в пачке).

### Послевоенное время
В 1948—1949 годах вновь было полностью восстановлено махорочное производство фабрики, его мощность составила 130 тысяч ящиков в год. С 1952 года производили на Канской табачной фабрике и сигареты, однако в 1960 году сигаретное производство было ликвидировано. После его демонтажа освобождённые производственные площади были использованы под 20 новых папиросно-гильзовых агрегатов. В это же время на фабрике были полностью заменены старые папиросно-гильзовые машины «ПК» и «ГР» на новые, более производительные машины «МКБ-56» и «ЛГ-58».
В 1960—1963 годах фабрикой была изготовлена и введена в эксплуатацию в табачном цехе поточная линия «ПТЛ», предназначенная для подготовки табаков к резанию, а в папиросном цехе папиросно-гильзовые агрегаты сведены в бескареточные поточные линии.
В 1993 году путем приватизации государственного предприятия «Канская табачная фабрика» образовано открытое акционерное общество «Канская табачная фабрика» — единственное предприятие табачной отрасли, расположенное на территории Красноярского края, и единственная табачная фабрика в России, где основной пакет акций находится в государственной собственности.
В июле 2003 года с целью укрепления предприятия на рынке Красноярска фабрикой было учреждено ООО "Торговый дом «Канская табачная фабрика», в основные задачи которого входит проведение маркетинговых исследований, разработка и осуществление сбытовой политики, соблюдение ценообразования, закупки, логистика бизнес-процессов, оперативное обеспечение нужд предприятия, представление интересов ОАО «КТФ» в краевом центре и за его пределами.

## Современное состояние
Сегодня на предприятии трудится коллектив из 250 человек, производственная мощность фабрики составляет 4000 млн курительных изделий в год. В структуре фабрики два основных производственных цеха: папиросный и сигаретный, цех табакоподготовки, собственное печатное производство.
Основными видами деятельности предприятия являются производство и реализация папирос и сигарет, а также организация производства новых видов курительных изделий. На сегодняшний день ОАО «КТФ» выпускает 7 видов табачных изделий: папиросы «Беломорканал»; 4 вида сигарет без фильтра («Прима», «Луч», «Астра», «Полет»); 2 вида сигарет с фильтром («Прима», «Енисей»).
Реализация продукции осуществляется в основном на рынках Красноярского края, Иркутской области, Республика Тыва, Хакасия через дилерскую сеть. Кроме того, ОАО «КТФ» имеет сеть магазинов в Канске.
С 2007 года на фабрике инициируется процедура банкротства.
На 3 октября 2019 года предприятие еще окончательно не умерло, но и живым его назвать нельзя. За 2018 год выручка предприятия составила 379 тысяч рублей, что даже для ларька с сигаретами немного. При этом долг фабрики — 31 миллион рублей. В конце сентября 2019-го фабрика снова потребовала признать себя банкротом.
На январь 2022 года по адресу фабрики: г. Канск ул. Урицкого 4, расположен торговый центр.